# Villaharta
Villaharta – gmina w Hiszpanii, w prowincji Kordoba, w Andaluzji, o powierzchni 11,96 km². W 2011 roku gmina liczyła 754 mieszkańców.